# Raión de Brody
Brody (en ucraniano: Бродівський район) fue un raión o distrito de Ucrania en el óblast de Leópolis. En la reforma territorial de 2020, su territorio fue incluido en el raión de Zolochiv.
Comprendía una superficie de 1157 km².
La capital era la ciudad de Brody.

## Subdivisiones
Comprendía la ciudad de importancia distrital de Brody, el asentamiento de tipo urbano de Pidkamin y veintiún consejos rurales, además de una nueva "comunidad territorial unificada" (hromada) creada en 2015 con sede en el pueblo de Zábolottsi. Estas veinticuatro entidades locales suman un total de 103 localidades.

## Demografía

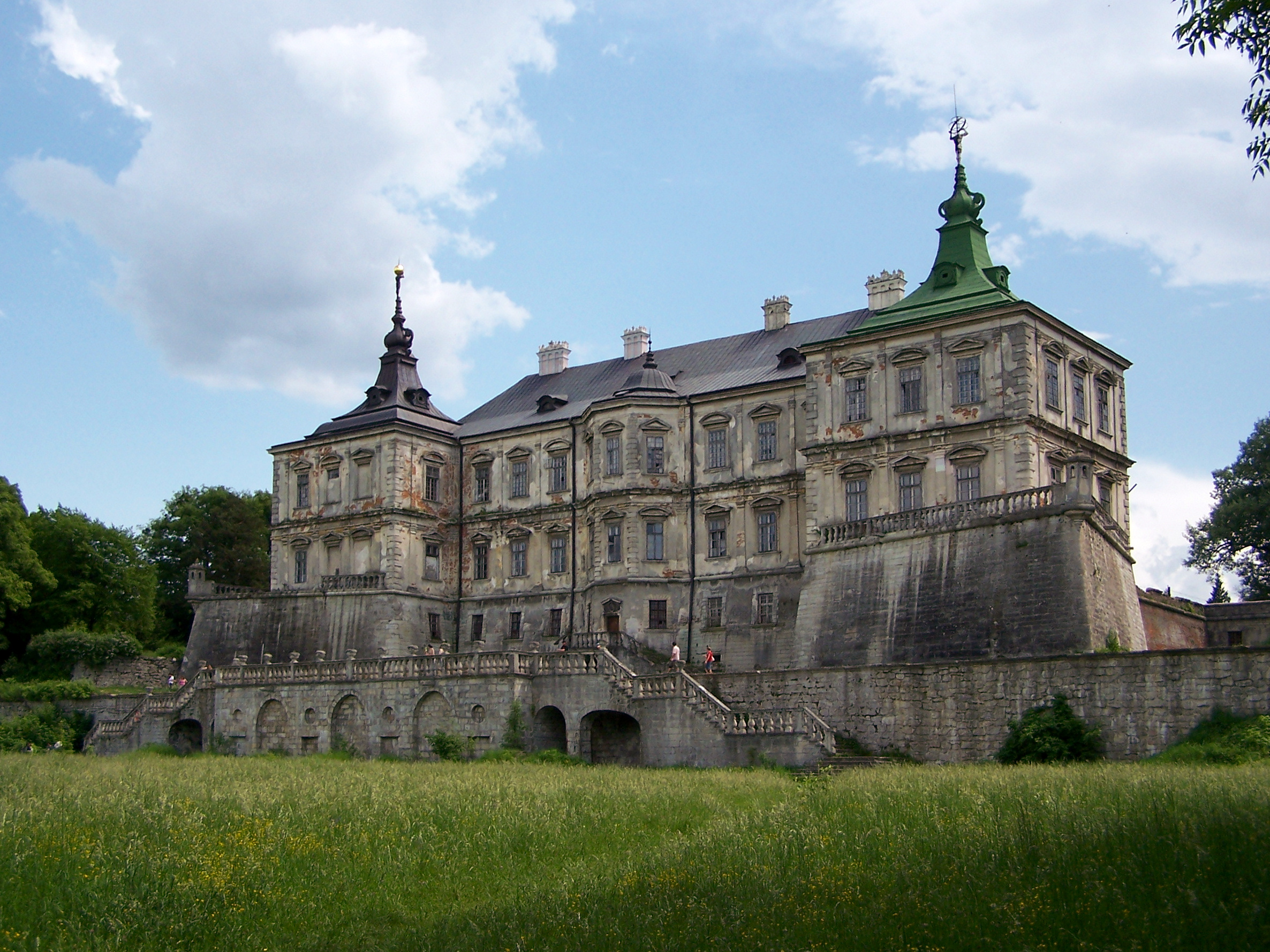
Castillo de Podgorce, en Brody

Según estimación 2010 contaba con una población total de 63850 habitantes.

## Otros datos
El código KOATUU es 4620300000. El código postal 80600 y el prefijo telefónico +380 3266.